# ۶۳۹ (قمری)
۶۳۹ (قمری)، ششصد و سی و نهمین سال در گاهشماری هجری قمری است. اول محرم این سال برابر با دوازدهم ژوئیه سال ۱۲۴۱ میلادی است.